# Trần Trung Dung

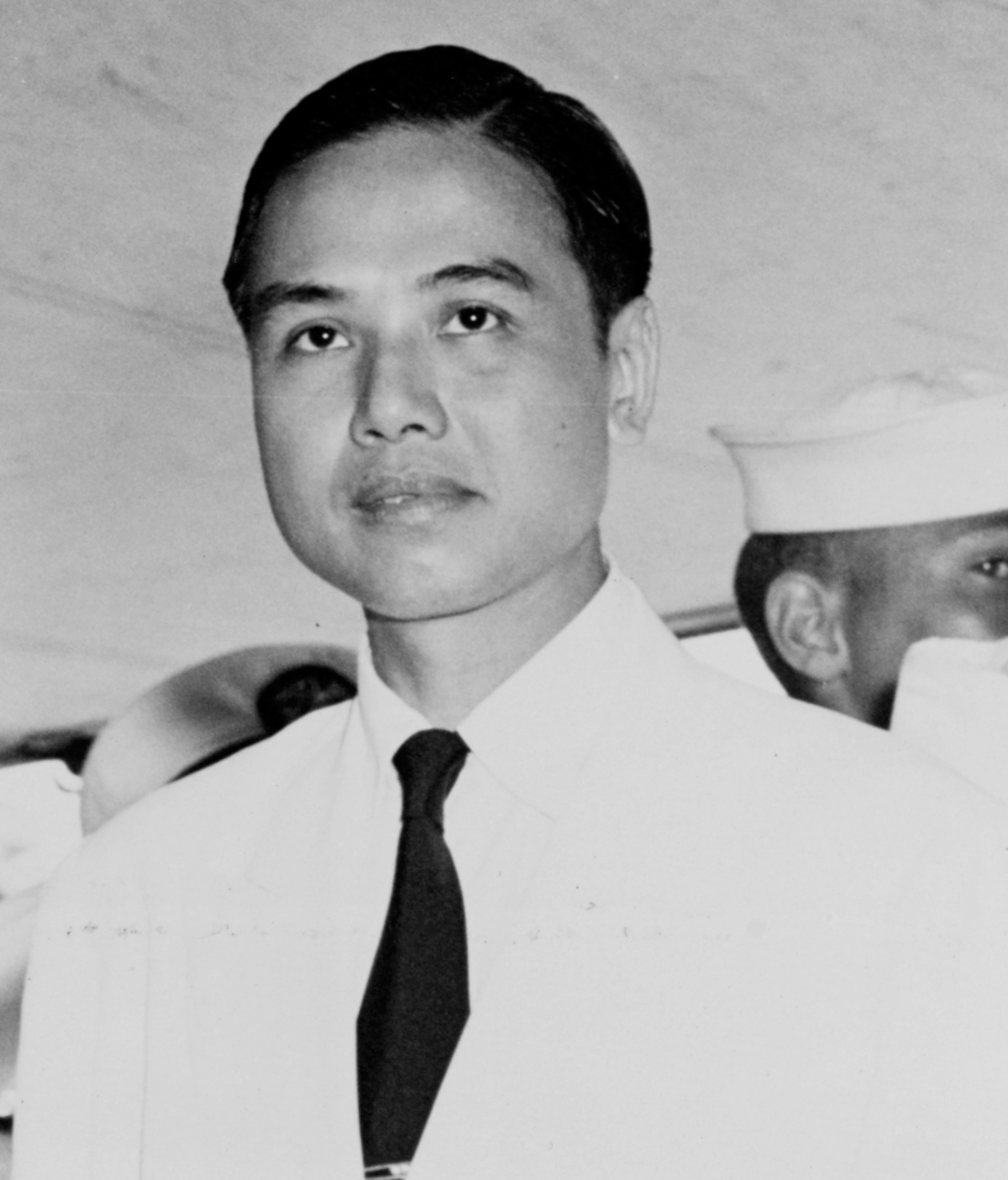
Bộ trưởng Bộ Quốc phòng Trần Trung Dung

Trần Trung Dung (1913–1997) là một luật sư, chính khách Việt Nam Cộng hòa, ông từng giữ các chức vụ Bộ trưởng Bộ Quốc phòng và Phó Chủ tịch Thượng viện.

## Thiếu thời
Phêrô Trần Trung Dung sinh năm 1913  tại Hà Nội trong một gia đình công chức theo đạo Công giáo. Thủa nhỏ, ông theo thân phụ là Trần Trung Hòa, cán sự chuyên môn Ty Công chánh tới sống tại Lào. Trở về Hà Nội, ông học tại Trường Trung học Albert Sarraut. Sau khi thi xong tú tài, ông theo học tại Đại học Luật khoa Hà Nội, cùng thời với Đại tướng Võ Nguyên Giáp và lấy bằng cử nhân. Sau tốt nghiệp, ông được bổ nhiệm chức tri huyện rồi tham gia vào nghề báo.

## Hoạt động chính trị
Ông gia nhập Đại Việt Quốc dân Đảng và hoạt động cùng đảng trưởng Trương Tử Anh, cũng là một cựu sinh viên trường luật. Ông là một trong 70 đại biểu không qua bầu cử trong Quốc hội Việt Nam Dân chủ Cộng hòa khóa I đầu năm 1946 và rút lui sau đó giống như hầu hết các đại biểu Việt Quốc, Việt Cách. Ông tiếp tục viết báo và đấu tranh, đả kích quân đội viễn chinh Pháp.
Tháng 12 năm 1954, ông được bổ nhiệm làm Bộ trưởng Đặc nhiệm tại Phủ Thủ tướng của Chính phủ Quốc gia Việt Nam. Ông làm Bộ trưởng Phụ tá Quốc phòng thời Đệ Nhất Cộng hòa Việt Nam (Tổng thống Ngô Đình Diệm là người giữ trách nhiệm điều khiển Bộ Quốc phòng). Vì bất hòa và không can gián được Tổng thống, ông đã từ chức cùng với ba Bộ trưởng khác là Lâm Lễ Trinh (Bộ Nội vụ), Trần Chánh Thành (Bộ Thông tin), Nguyễn Văn Sĩ (Bộ Tư pháp).
Năm 1966, ông đắc cử nghị sĩ và được bầu làm Phó Chủ tịch Thượng viện Việt Nam Cộng hòa cho tới ngày 30 tháng 4 năm 1975.

## Sau 1975
Sau khi Sài Gòn thất thủ, ông bị đưa đi học tập cải tạo 13 năm. Ông làm thủ tục xin định cư tại Hoa Kỳ nhưng mãi tới năm 1994 mới được chấp thuận. Ông qua đời năm 1997 tại California, Hoa Kỳ.

## Gia đình
Ông kết hôn với con gái của ông bà cả Lễ. Bà cả Lễ Ngô Đình Thị Hoàng  là em gái Tổng thống Ngô Đình Diệm.